# Батрак Антон Сергійович
Антон Сергійович Батрак (нар. 24 липня 1994, Чернівці, Україна) — український футболіст, півзахисник.

## Біографія
Вихованець ДЮСШ «Ротор» (Новоселиця) та одеського «Чорноморця». З 2007 по 2011 рік виступав у чемпіонаті ДЮФЛ. Перший тренер — Олексій Дашкевич. У 2011 році дебютував в професіональному футболі у складі фарм-клуба одеського «Чорноморця», згодом був переведений у молодіжний (U-21) склад «Чорноморця», де у цілому провів 24 матчі (3 голи).
Дебютувати в основному складі «Чорноморця» у Прем'єр-лізі Антону так і не вдалося. І перед початком сезону 2013/2014 він покинув склад «моряків», хоч при цьому такий фахівець, як Роман Григорчук не раз звертав увагу на Антона. Впродовж 2013—2015 років виступав в таких аматорських командах, як: «Зарінок» (Тисовець) та ФК «Новоселиця», з якими ставав срібним та бронзовим призером чемпіонату Чернівецької області.
Влітку 2015 року підписав контракт з рідною «Буковиною», де зміг закріпитися і стати ключовим гравцем команди, а по завершенню дебютного сезону став одним із кращих бомбардирів. 1 грудня 2016 року припинив співпрацю з чернівецькою командою. У березні 2017 року став гравцем «Ниви» (Вінниця). Дебютував за «Ниву» 18 квітня того ж року в матчі проти одеської «Жемчужини», проте вже у червні залишив команду.
У липні того ж року повернувся до складу рідної «Буковини». 6 травня 2018 року Антон провів 50-й офіційний матч у «футболці» чернівецької «Буковини» (гра проти івано-франківського «Прикарпаття»). У сезоні 2018/19 спочатку був обраний капітаном команди, а згодом віцекапітаном. 2 вересня того ж року в матчі проти хмельницького «Поділля» відзначився 10 голом у складі «чернівчан», цю відмітку він достиг провівши 62 офіційних матчі. По завершенню сезону став кращим бомбардиром команди.
У липні 2019 року припинив співпрацю з рідною командою та перебуває в статусі вільного агента. До травня 2021 року виступав за аматорський клуб УСК «Довбуш» (Чернівці), де головним тренером є добре йому знайомий (за час виступів в «Буковині») Віталій Куниця.

### Цікаві факти
- Включений у збірну 4-го та 5-го туру Другої ліги 2015/16 за версією Football.ua — позиція правий та лівий півзахисник[13][14].
- Включений у збірну 23-го туру Другої ліги 2015/16 за версією Sportarena.com — позиція правий півзахисник[15].
- Включений у збірну 5-го туру Другої ліги 2018/19 за версією Sportarena.com — позиція лівий півзахисник[16].

## Досягнення
Аматорський рівень
- Чемпіон Чернівецької області (1): 2020
- Срібний призер чемпіонату Чернівецької області (2): 2013, 2014
- Бронзовий призер чемпіонату Чернівецької області (1): 2015

## Статистика
Станом на 26 травня 2019 року
| Клуб                  | Ліга         | Сезон   | Чемпіонат | Чемпіонат | Кубок | Кубок | Дубль | Дубль |
| Клуб                  | Ліга         | Сезон   | Ігри      | Голи      | Ігри  | Голи  | Ігри  | Голи  |
| --------------------- | ------------ | ------- | --------- | --------- | ----- | ----- | ----- | ----- |
| Чорноморець-2 (Одеса) | Друга ліга   | 2011/12 | 4         | 0         |       |       |       |       |
| Чорноморець (Одеса)   | Прем'єр-ліга | 2011/12 |           |           |       |       | 4     | 0     |
| Чорноморець (Одеса)   | Прем'єр-ліга | 2012/13 |           |           |       |       | 20    | 3     |
| Буковина (Чернівці)   | Друга ліга   | 2015/16 | 21        | 4         | 1     | 0     |       |       |
| Буковина (Чернівці)   | Перша ліга   | 2016/17 | 4         | 0         |       |       |       |       |
| Нива (Вінниця)        | Друга ліга   | 2016/17 | 5         | 0         |       |       |       |       |
| Буковина (Чернівці)   | Друга ліга   | 2017/18 | 27        | 3         | 1     | 0     |       |       |
| Буковина (Чернівці)   | Друга ліга   | 2018/19 | 23        | 4         | 1     | 0     |       |       |